# Oldsmobile Model D
La Model D è un'autovettura prodotta dall'Oldsmobile nel 1909. Sostituì la Model M ed era caratterizzata da una carrozzeria aperta. L'omologa Model DR, che era invece la sua versione aperta, sostituì la Model MR.

## Storia
La vettura era equipaggiata con un motore a quattro cilindri in linea da 5.506 cm³ di cilindrata che erogava 40 CV di potenza e che era raffreddato ad acqua.
Il propulsore era anteriore, mentre la trazione era posteriore. Il moto alle ruote posteriori era trasmesso tramite un albero di trasmissione. Il cambio era a tre rapporti con leva collocata a destra del guidatore. Il freno a pedale agiva sull'albero motore, mentre il freno di stazionamento operava tramite tamburo sulle ruote posteriori.
La Model D era disponibile con tre tipi di carrozzeria, torpedo quattro porte, berlina due porte e landaulet quattro porte. La Model DR era invece offerta in versione roadster due porte e coupé due porte. I fanali erano ad acetilene.
In totale, del modello ne furono prodotti 1.100 esemplari.